# (10116) Robertfranz
(10116) Robertfranz est un astéroïde de la ceinture principale.

## Description
(10116) Robertfranz est un astéroïde de la ceinture principale. Il fut découvert le 21 septembre 1992 à Tautenburg par Freimut Börngen et Lutz Dieter Schmadel. Il présente une orbite caractérisée par un demi-grand axe de 3,00 UA, une excentricité de 0,06 et une inclinaison de 10,9° par rapport à l'écliptique.
Cet astéroïde est nommé en l'honneur du compositeur allemand Robert Franz (1815-1892).

## Compléments